# Karabaïr
Vous lisez un « bon article » labellisé en 2013.
Le Karabaïr  (en tadjik : Qarabair ; en ouzbek : Qorabayir ; en russe : Карабаирская, Karabaïrskaïa) est une race chevaline à deux fins, d'origine très ancienne, dont le berceau d'élevage est l'Ouzbékistan et le nord du Tadjikistan. Probable inspirateur du fameux Cheval au galop volant chinois, connu par des sources antiques, il est croisé ensuite au gré des voyages de ses éleveurs nomades ouzbeks. Il est influencé par le cheval mongol, l'Arabe, et diverses races orientales.
Mince et nerveux, de taille moyenne, le Karabaïr est réputé pour son endurance et sa ténacité. Il est l'un des principaux acteurs du jeu équestre traditionnel d’Asie centrale, le kokpar (ou bouzkachi), qui forme au début du XXIe siècle sa raison d'existence majeure, entraînant la recherche d'un modèle de cheval de selle assez fin. De moins en moins employé à la traction, il est toujours élevé pour sa viande et son lait. Son élevage s'étend à tout l'Ouzbékistan et au Kazakhstan. La race compte plus de 25 000 représentants dans les années 1980.

## Histoire
Le berceau originel de la race est localisé en Ouzbékistan et dans le Nord du Tadjikistan.

### Origine
Cette race est l'une des plus anciennes d'Asie centrale. Sa présence est décrite antérieurement à l'ère chrétienne, mais il est difficile de connaître son origine exacte. L'auteur italien Maurizio Bongianni postule que son ascendance est arabe. D'après le paléontologue américain Deb Bennet, le squelette du Karabaïr est proche de celui des bêtes utilisées par les Hittites. Il postule qu'à la dissolution de l'empire hittite, leurs chevaux se sont dispersés dans diverses régions asiatiques pour former la souche de nombreuses races, dont le Karabaïr. Il est vraisemblablement le résultat de croisements entre chevaux arabes, mongols, et cheptel local (l'Argamak, une race disparue). Il influence, plus tard, des races du désert venues de pays voisins, comme le Turkoman. Ses origines peuvent aussi être retracées jusqu'aux anciens chevaux des steppes que les Mongols ont amenés depuis la Chine.

### Antiquité

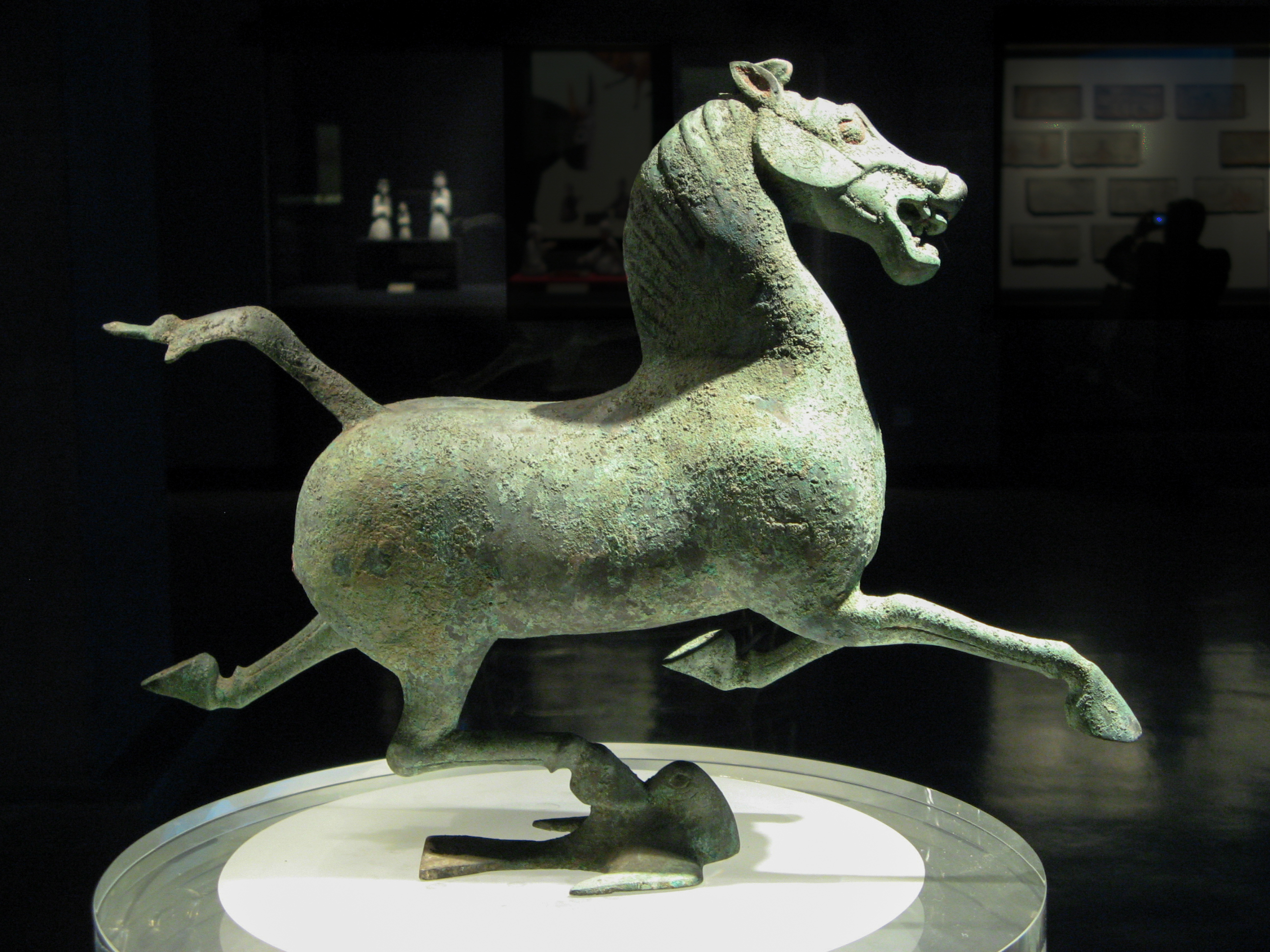
Cheval au galop volant de la dynastie Han, bronze du IIe siècle, probablement inspiré par le Karabaïr.

Il est décrit comme une race unique dans les textes chinois, qui se réfèrent à lui comme au fameux « cheval volant », ce qui atteste déjà de la qualité de l'élevage dans la vallée de Ferghana, dont la réputation est connue depuis 2 000 à 2 500 ans. La position de la vallée de Ferghana, au croisement de plusieurs routes commerciales antiques traversées sans doute depuis l'époque perse, fait que des chevaux sont mentionnés très tôt dans les chroniques parlant de la région. À l'époque des Parthes, la région d'Amou-Daria est réputée pour son élevage influencé par des croisements entre chevaux des steppes, Karabaïr et Akhal-Teké.

### Jusqu'à nos jours

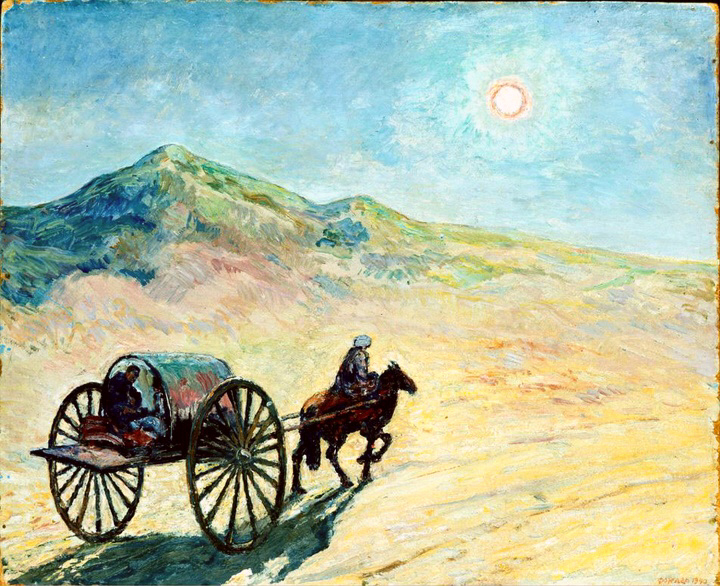
Heinrich Vogeler, Nuit de pleine lune dans le désert ouzbek.

Le Karabaïr se modifie considérablement au fil du temps et connaît un important brassage génétique. Au VIIIe siècle, les Arabes capturent de nombreux représentants de la race pour les élever dans la péninsule Arabique. En Ouzbékistan, le développement du Karabaïr est servi par une agriculture produisant de la nourriture en abondance. Les nomades ouzbeks en sont les principaux éleveurs, et leurs grands voyages sont à l'origine de rencontres avec de nombreuses autres races de chevaux qui ont influencé le développement de leur cheptel. Durant des siècles, cet animal assure leurs déplacements. La race en influence elle-même d'autres, comme le Kazakh. En Turquie, certains chevaux de cirit (ou jereed) sont issus de croisements entre l'Arabe et le Karabaïr.

## Description

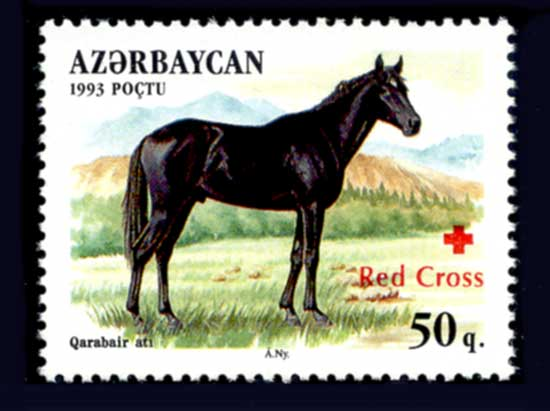
Un Karabaïr sur un timbre d'Azerbaïdjan émis en 1993.

La race existe historiquement en trois types différents, tous de taille similaire. Le type trait léger est employé pour le bât, le type trait lourd, qui a le dos plus solide, est employé comme cheval de trait, et le cheval de selle léger, le plus rapide, l'est pour l'équitation,,. La distinction entre ces types tend toutefois à s'estomper, le type trait ayant quasiment disparu, les deux autres ayant fusionné. L'apparence est celle du « cheval à deux fins ». La race montre l'influence de l'Arabe, des chevaux turkmènes (Akhal-Teké et Turkoman), des chevaux perses et des races des steppes.

### Morphologie
Bien qu'il soit plus grossier que d'autres chevaux orientaux, la morphologie du Karabaïr est de type oriental, avec quelques traits bien distincts. Le modèle est médioligne.

#### Taille et poids
De taille moyenne, le Karabaïr mesure de 1,47 m à 1,53 m selon l'auteur italien Maurizio Bongianni (1987) et l'étude de l'université de l'Oklahoma (1995),,, tanis que l'autrice américaine Caroline Silver (1983) indique 1,50 m à 1,53 m. L'étude de la FAO réalisée en 1980 donne une moyenne de 1,56 m pour les étalons et 1,51 m pour les juments stationnés dans les haras, avec un tour de poitrine de 1,75 m à 1,78 m, et un tour de canon de 19 cm à 20 cm. Bongianni précise que les juments les plus petites peuvent mesurer 1,44 m.

#### Tête
La tête est petite et assez maigre. Elle tend à être bien découpée, avec un profil rectiligne ou légèrement convexe. Les ganaches sont fortes, les naseaux et la mâchoire larges. L'œil est grand. Les oreilles sont longues et écartées l'une de l'autre.

#### Avant-main
L'encolure est musclée et d'une longueur moyenne à allongée, et bien relevée. Certains sujets, en particulier ceux destinés à la traction, ont une encolure plus courte et plus musclée. Ces chevaux possèdent une poitrine parfois un peu étroite, mais ample et profonde, et leur capacité pulmonaire est bonne. Le garrot est moyennement long, et sorti. Les épaules sont fortes, musclées et inclinées.

#### Corps et arrière-main
Le corps est d'apparence mince et nerveux, sans parties charnues, avec une peau mince et fine. Le dos est court, droit, large et compact, les reins larges et bien musclés, et la croupe très inclinée,. Souvent, ces chevaux semblent être plus développés de l'avant-main que de l'arrière-main.

#### Membres et crins
Les jambes sont solides, avec des sabots durs,, et de petits pieds. Les tendons sont résistants et les articulations sont généralement bien développées. Parfois, le manque d'alimentation se traduit par des articulations des genoux sous-développées et des membres postérieurs avec des « jarrets de vache ». Les crins (crinière et queue) sont clairsemés,.

### Robes
Les robes sont classiques puisque ces chevaux sont le plus souvent gris, bais, alezans, ou plus rarement bai-bruns et noirs,.
Une photographie dans l'étude de l'université de l'Oklahoma montre toutefois que les robes tachetées existent chez cette race. Les marques blanches, bien qu'admises, sont rares.

### Tempérament et entretien
Ce cheval est réputé intelligent, docile, sensé et courageux,,. Bongianni décrit son caractère comme sensible et patient. Étant de type oriental, il est très proche de l'Arabe par sa ténacité et son endurance, sa vitesse et son agilité, bien qu'il soit un peu plus grand. Il est capable de voyager sur de très longues distances, avec un abreuvement et une nourriture limités. Le record d'endurance de la race est de 75 kilomètres parcourus en 3 h 32. Le Karabaïr s'avère plus endurant sur longue distance que véloce sur courte distance. C'est une race à la santé solide, sa longévité et sa fertilité étant dans la moyenne. Il est adapté aux climats chauds, au froid, et aux environnements montagneux,. Il peut se mouvoir sur des sentiers escarpés.

### Sélection
On distingue 8 lignées paternelles et 5 lignées maternelles, l'élevage s'effectue en race pure. À l'époque de la révolution bolchevique, le type de la vallée de Ferghana, réputé être l'un des meilleurs, était influencé par des croisements entre juments kirghizes et étalons arabes. La sélection actuelle porte sur la recherche de chevaux légers de type selle, doués à la course, malgré leur ossature considérée comme trop faible.

## Utilisations
Le cheval est central dans la vie des habitants de l'Ouzbékistan. Ils l'emploient dans un grand nombre d'activités, dont l'agriculture, c'est pourquoi le Karabaïr est polyvalent,, apte tant à la selle qu'au bât et au trait léger. Cheval à deux fins, il est utilisé à l'attelage type attelage araba ainsi que dans différents jeux équestres, dont le dangereux jeu du kokpar (ou bouzkachi), dont le but est de s'emparer d'une carcasse de chèvre morte. Le Karabaïr est, en raison de sa bravoure et de sa vitesse, utilisé presque exclusivement pour ce jeu au début du XXIe siècle. Du fait de cette sélection, il est présumé performant dans la plupart des sports équestres, et pour les loisirs, grâce à sa grande endurance.
Le Karabaïr a été croisé avec d'autres races, et a notamment participé à la création du cheval du Don. Les croisements entre Karabaïr et Pur-sang sont davantage appréciés pour le sport. Les chevaux les plus massifs, dont le corps est aussi plus long, sont prisés dans les régions où se pratique la culture du coton, mais leur nombre va en diminuant.
Le Karabaïr est élevé pour sa viande avec une bonne productivité (l'Ouzbékistan étant un pays hippophage). Son lait, relativement riche, est consommés par les nomades.

## Diffusion de l'élevage

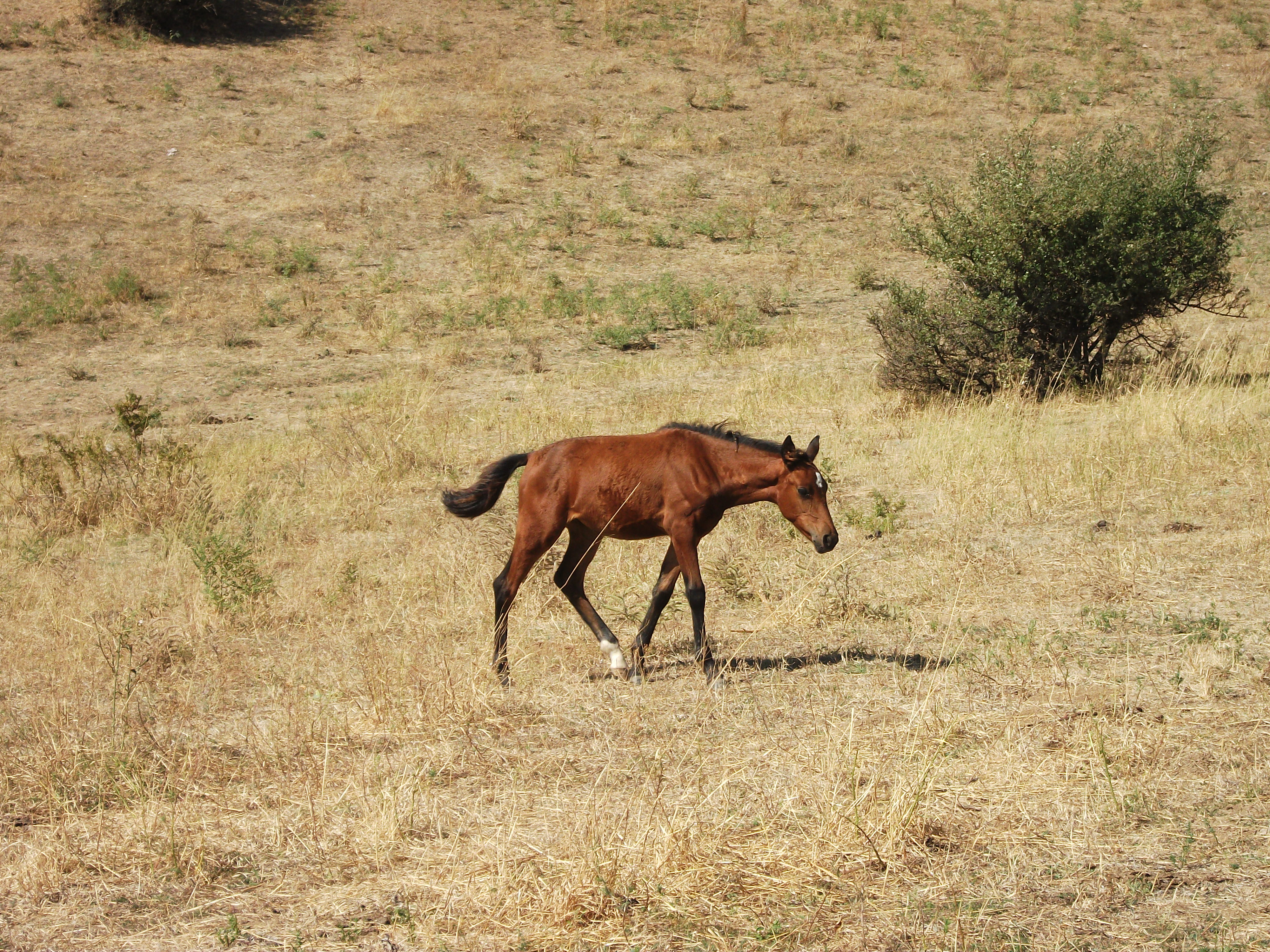
Poulain sur un plateau d'Ouzbékistan (race non précisée).

Le Karabaïr est considéré comme une race régionale transfrontière asiatique, qui n'est pas menacée d'extinction. Il est essentiellement élevé dans son pays d'origine, l'Ouzbékistan, où il forme la principale race de chevaux présente dans ce pays,. Il se trouve dans le haras d'État de Galyaaral, et surtout dans la province de Djizak et le haras d'État homonyme de la province de Navoï, bien qu'il soit présent dans le pays tout entier. La race est aussi présente au Kazakhstan. Quelques-uns sont élevés dans le Nord du Tadjikistan. À l'époque soviétique, la Chine a importé des Karabaïr. Par ailleurs, l'ouvrage Equine Science (4e édition de 2012) le classe parmi les races de chevaux de selle peu connues au niveau international.
Un recensement des chevaux russes, effectué en 1980, a permis de répertorier 28 223 Karabaïr, dont 25 499 de pure race, dans toute l'URSS. Toutefois, le stud-book ne comptait que 1 537 étalons et 3 871 juments. Depuis, aucun recensement ne semble avoir été communiqué, ce qui ne permet pas de conclure à une augmentation ou une diminution du nombre de ces chevaux.